# Egwin
Egwin van Worcester, ook Ecgwine genoemd (Worcester, ? – 717) was van koninklijke afkomst. Hij was waarschijnlijk de neef van koning Æthelred van Mercia. Omstreeks 692 werd hij verkozen tot bisschop van Worcester. 
Na een aanvaring met de paus ondernam hij een bedevaart naar Rome. Volgens de legende maakte hij de reis terwijl zijn handen en voeten geboeid waren en hij had de sleutel van de boeien in de rivier de Avon gegooid. Terwijl hij in Rome om vergeving bad werd hem een vis uit de Tiber gebracht met in zijn maag de sleutel van zijn boeien.
In 709 ging hij op een tweede pelgrimage naar Rome in gezelschap van Cœnred, de opvolger van Æthelred, en koning Offa van Essex. Hij was de stichter van de Abdij van Evesham.
- Virtual International Authority File: 5674150869806722190001